# Vittore Belliniano
Vittore Belliniano, eigentlich Vittore di Matteo, (* 1456; † 1529 in Venedig) war ein italienischer Maler.

## Leben
Vittore Belliniano wurde als Sohn eines Webers aus der Gegend um San Pataleon und einer Agnese geboren.
Er wurde in Giambellinos Werkstatt ausgebildet und war der engste Schüler des Meisters.
Nach Bellinis Tod übernahm er dessen künstlerisches Erbe und die Leitung des Martyriums des Heiligen Markus für die Scuola Grande di San arco, die 1515 vom Meister in Auftrag gegeben wurde. Vittore vollendete es 1526. Obwohl er dem Stil seines Meisters stets sehr treu blieb, nahm er mit der Zeit Einflüsse anderer Maler auf, etwa die romantischen Töne Giorgiones oder die für Tizian typische Erhabenheit der Figuren. Einige Werke lassen auf sein Können als Porträtmaler schließen.

## Werke (Auswahl)
Der Einfluss großer Maler wie Giovanni Bellini und Carpaccio lässt sich in Bellinianos Werken erkennen. Seine Bilder weisen eine harmonische Komposition und eine koloristische Freiheit auf.

Porträt von zwei jungen Männern
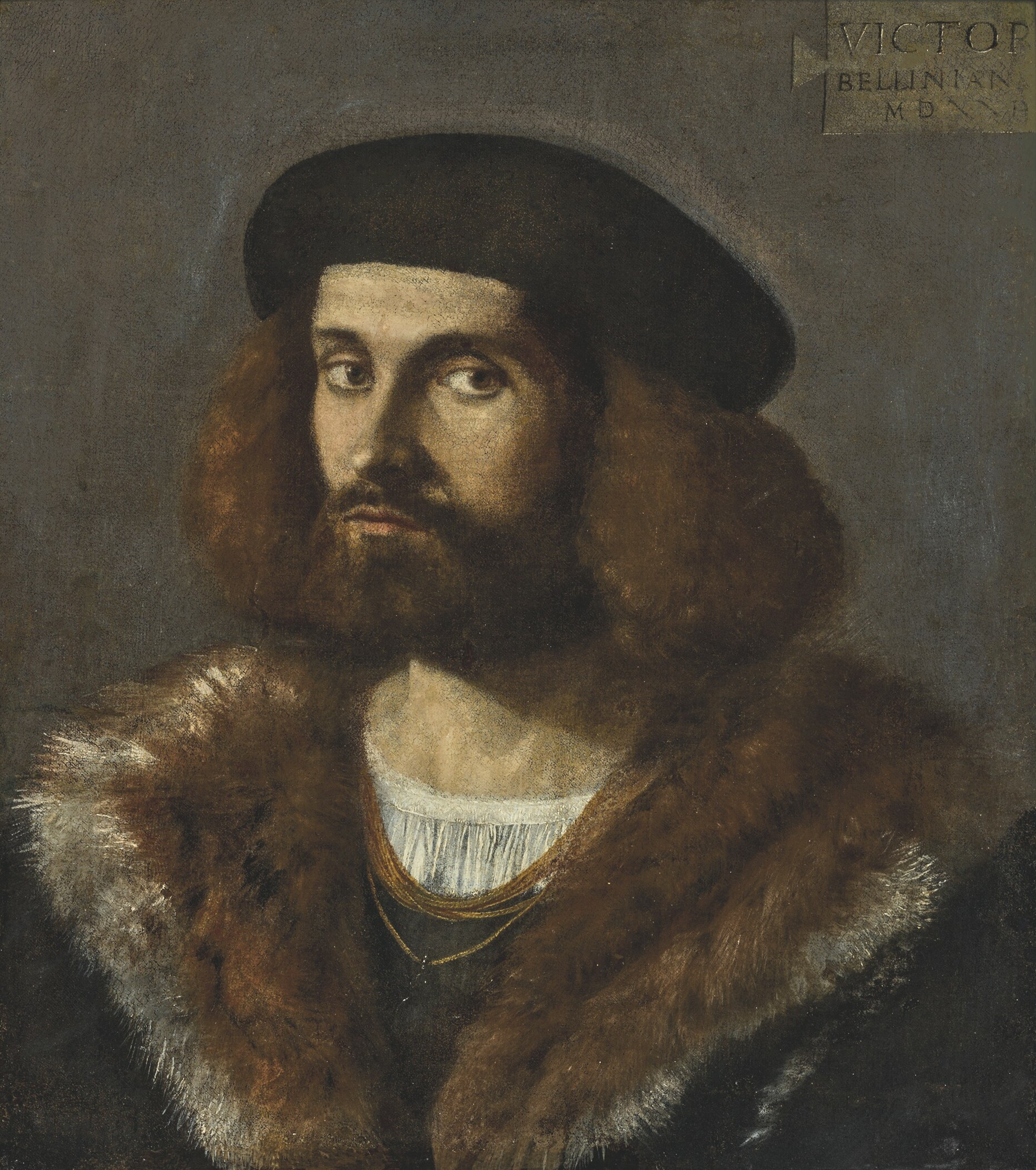
Brustbild eines Herrn mit schwarzer Mütze und pelzbesetztem Mantel
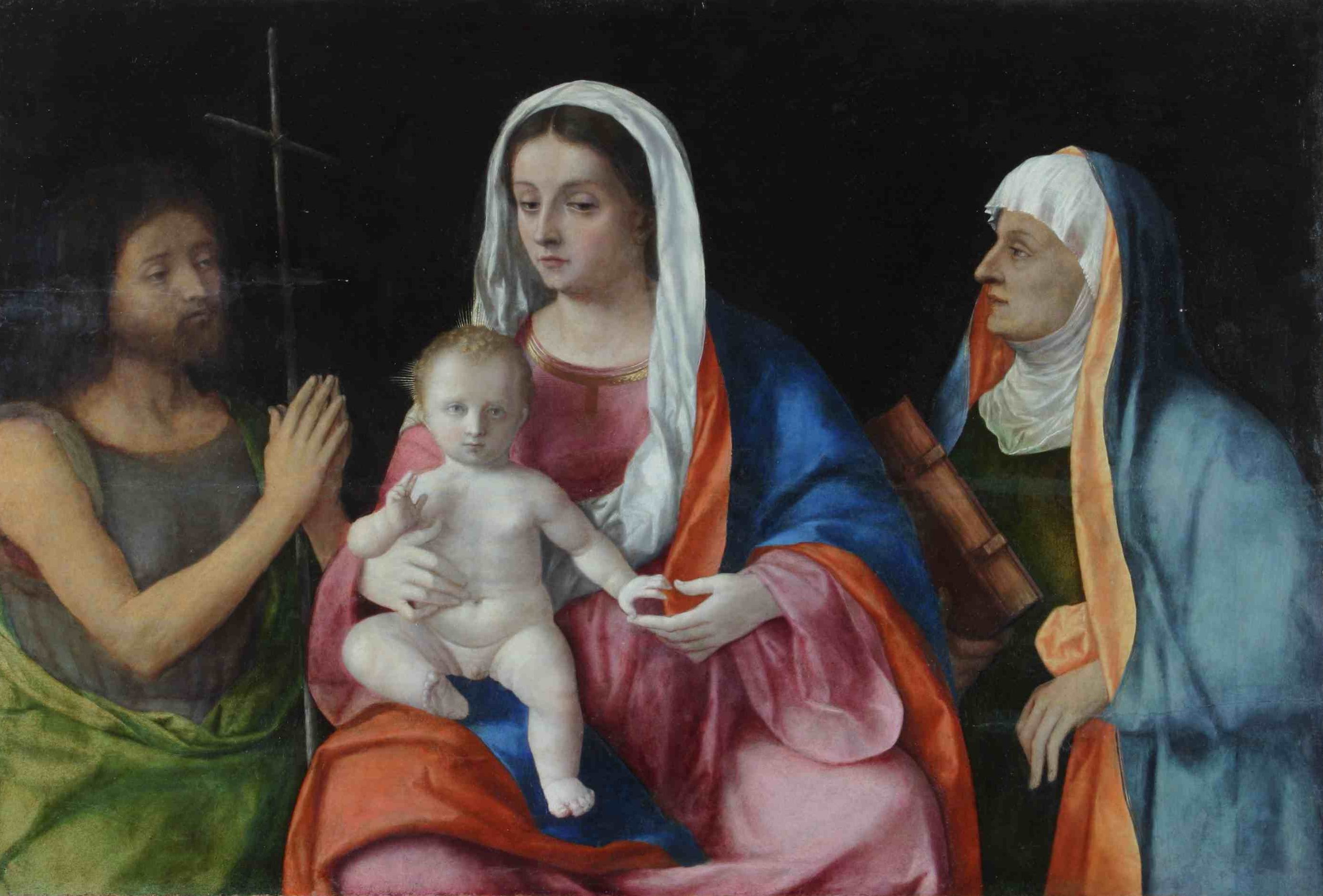
Maria mit dem Jesuskind, dem heiligen Johannes dem Täufer und Elisabeth
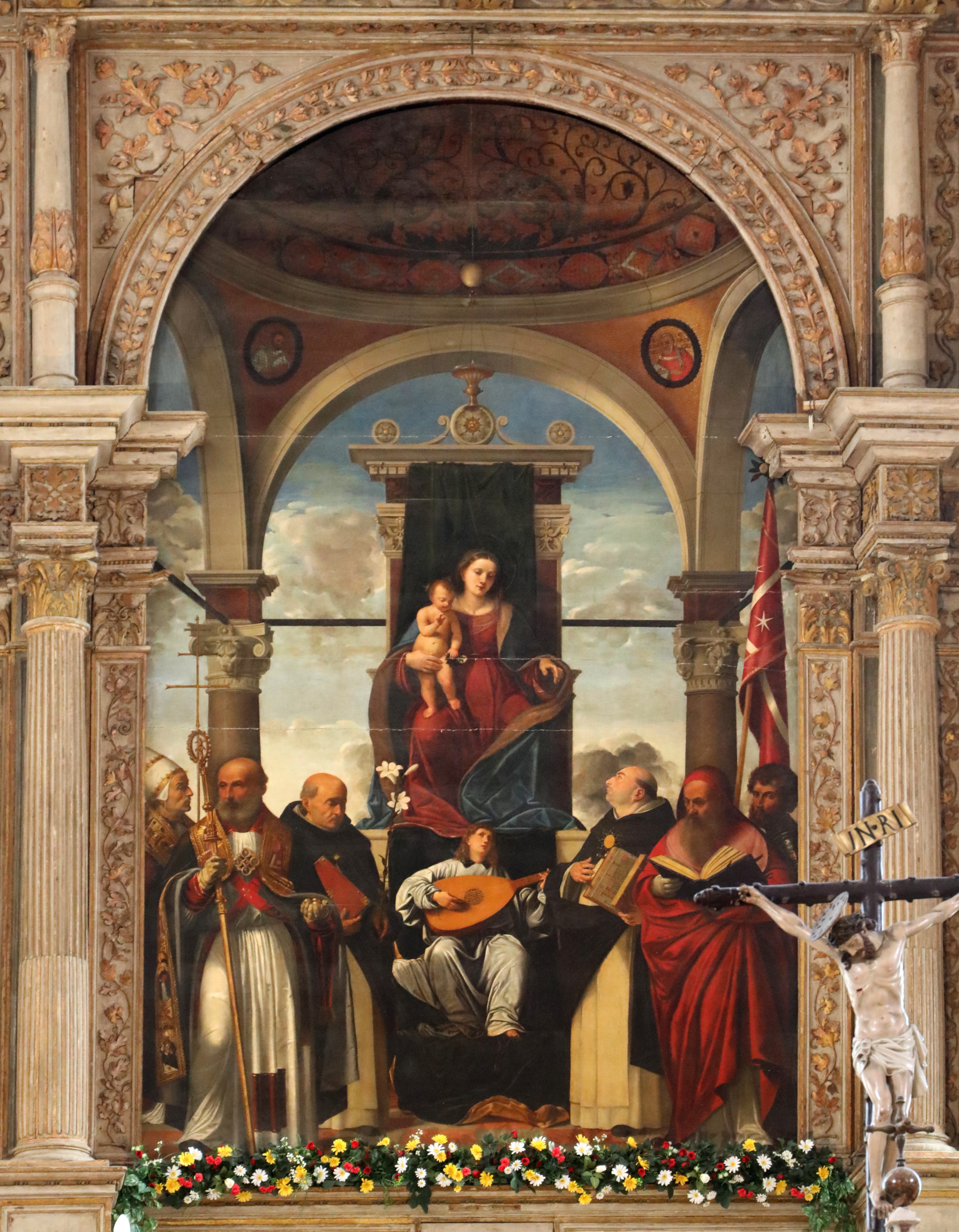
Altarbild in San Nicolò in Treviso
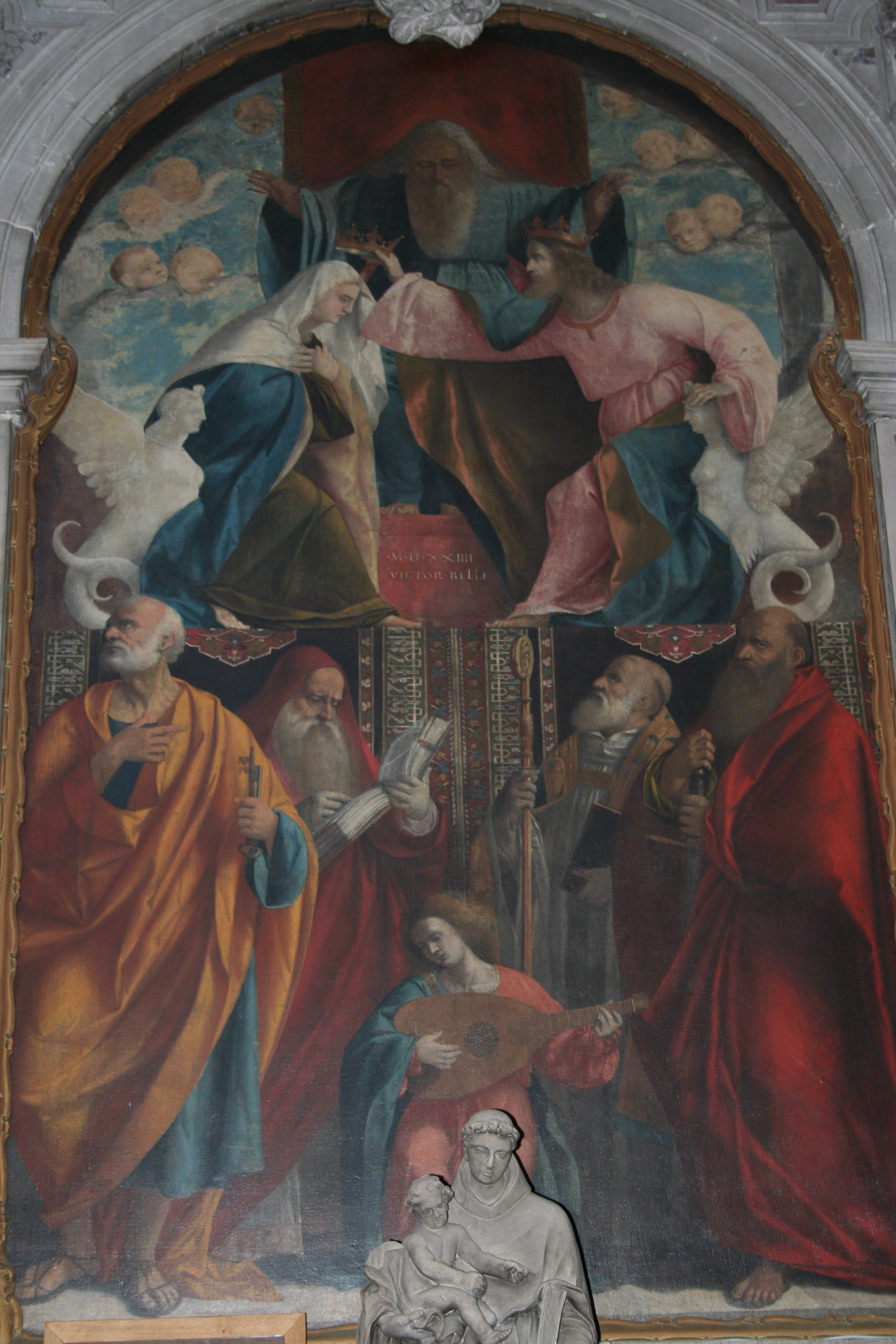
Marienkrönung in der Santi Vito e Modesto in Spinea

Bellinianos Werke sind unter anderem im Louvre ausgestellt.